# United Airlines Tournament of Champions 1981
Lo  United Airlines Tournament of Champions 1981 è stato un torneo di tennis giocato sulla terra rossa. È stata la 2ª edizione del torneo, che fa parte del WTA Tour 1981. Si è giocato a Orlando negli USA dal 27 aprile al 3 maggio 1981.

## Campionesse

### Singolare
Martina Navrátilová ha battuto in finale  Andrea Jaeger con il punteggio di 7–5, 6–3

### Doppio
Martina Navrátilová /  Pam Shriver hanno battuto in finale  Rosemary Casals /  Wendy Turnbull con il punteggio di 6–1, 7–6